# Hypotrachyna malmei
Hypotrachyna malmei är en lavart som först beskrevs av Lynge, och fick sitt nu gällande namn av Hale. Hypotrachyna malmei ingår i släktet Hypotrachyna och familjen Parmeliaceae.   Inga underarter finns listade i Catalogue of Life.